# Hässlö Fjärden
Hässlö Fjärden är en fjärd i Åland (Finland). Den ligger i den sydöstra delen av landskapet, 27 km öster om huvudstaden Mariehamn.